# Ландграфство Гессен-Ротенбург
Ландграфство Гессен-Ротенбург нем. Landgrafschaft Hessen-Rotenburg — германское государство в составе Священной Римской империи, существовавшее с 1627 по 1834 г. Было выделено из состава ландграфства Гессен-Кассель, в состав которого и вернулось.

## История
Линия Гессен-Кассель была основана старшим сыном ландграфа Гессена Филиппа Великодушного Вильгельмом IV: после смерти отца в 1567 г. он получил половину Гессена со столицей в Касселе, по смерти в 1583 г. своего брата Филиппа II он унаследовал большую часть его владений. Его сын Мориц обратился в кальвинизм в 1605 г., позже участвовал в Тридцатилетней войне и, будучи вынужденным уступить некоторые из своих территорий Дармштадтской ветви, отрекся от престола в 1627 году в пользу своего сына Вильгельма V. Его сыновья от второго брака с Юлианой фон Нассау-Дилленбург получили уделы, которые создали несколько младших линий дома (Гессен-Ротенбург, Гессен-Эшвеге и Гессен-Райнфельс, каждый из которых составлял 1/4 от ландграфства).
В 1627 г. младший сын Морица Эрнест получил в наследство нижнюю часть графства Катценельнбоген с Санкт-Гоаром и крепостью Рейнфельс,амт Ротенбург амты Эшвеге, Ванфрид, Зонтра, город Витценхаузен, синьории Бильштайн и Гермероде, гессенская треть владения Треффурт, замок и амт Людвигштайн и сеньория Плессе (к северу от Геттингена) с одноимённым амтом; к этому добавлялась четверть поземельного тарифа. Несколько лет спустя, после смерти своих братьев — Фридриха, ландграфа Гессен-Эшвеге и Германа IV, ландграфа Гессен-Ротенбург он добавил Эшвеге, Ротенбург, Ванфрид и другие округа к своим владениям.
После Вестфальского мира 1648 года из возвращённых Гессен-Касселю территорий замок Райнфельс, амт с Санкт-Гоаром, Санкт-Гоарсхаузен, замком Нойкатценельнбоген и район Хоэнштайн с Бад-Швальбахом перешли к Гессен-Ротенбургу. Они были переданы младшему сыну Юлианы, Эрнсту I фон Гессен-Райнфельсу, который поселился в замке Рейнфельс недалеко от Сен-Гоара. Он основал так называемую младшую линию Гессен-Райнфельс. После смерти брата Германа, который ранее унаследовал владения своего среднего брата Фридриха фон Гессен-Эшвеге, Эрнст также унаследовал Гессен-Ротенбург/
Исповедовавший католицизм Эрнест увлекался путешествиями и литературной деятельностью. После его смерти Эрнста в 1693 году его старший сын Вильгельм стал ландграфом Гессен-Райнфельс-Ротенбург, второй сын Карл — в 1667 году ландграфом Гессен-Ванфрид. Последнему в 1711 году наследовали сыновья Вильгельм-младший и Кристиан. В 1711 году Карл получил Гессен-Райнфельс, замок Райнфельс — в 1718 году; в 1735 г. Кристиан продал права на эти земли Гессен-Касселю. Кристиан был последним представителем мужского пола боковой линии Гессен-Ванфрид которая пресеклась в 1755 году, и его территории вернулись к Гессен-Ротенбург после его смерти из-за договоров о наследовании.
По Люневильскому миру в 1801 году часть ландграфства на левом берегу Рейна была передана Франции, а в 1815 г. по Венскому конгрессу другие части перешли к Пруссии, причем ландграфу Виктору Амадею компенсировали Корвейским аббатством и Ратиборским княжеством. Виктор был последним мужским представителем династии, поэтому с согласия Пруссии завещал свои аллодиальные поместья своим племянникам — принцам Виктору и Хлодвигу цу Шиллингсфюрст-Гогенлоэ. Когда ландграф умер 12 ноября 1834 г., оставшиеся части Гессен-Ротенбурга были объединены с Гессен-Касселем в соответствии с соглашением 1627 г. Возможно, наиболее известным членом этой семьи был младший сын ландграфа Карл Константин, который принимал участие во Французской революции под именем гражданина Гессена.
Полученные в 1648 г земли по Вестфальскому миру были переданы Гессен-Касселю в 1754 году в качестве награды за признание первородства в Гессенском доме династии Гессен-Ротенбург.